# Girardinie
Girardinie (Girardinia) je rod rostlin z čeledi kopřivovité. Jsou to vysoké byliny se silně žahavými chlupy a střídavými laločnatými listy. Květy jsou velmi drobné, v klasovitých květenstvích. Plodem je nažka. Rod zahrnuje pouze 2 druhy a je rozšířen v Africe, Madagaskaru a Asii. 
Druh Girardinia diversifolia je zdrojem kvalitního vlákna s různým využitím, poskytuje zeleninu a slouží v domorodé medicíně.

## Popis
Girardinie jsou jednoleté až krátce vytrvalé, jednodomé nebo dvoudomé byliny, dorůstající výšky až 2,5 metru. Vegetativní části jsou pokryté silně žahavými chlupy. Stonek je často pětihranný. Listy střídavé, řapíkaté, s opadavými intrapetiolárními palisty. Čepel je trojžilná, na okraji zubatá až do rozličné míry laločnatá či členěná (často variabilně v rámci jedné rostliny).
Květy jsou uspořádané v jednopohlavných, úžlabních, klasovitých a více či méně větvených květenstvích. Samčí květenství jsou úzká a nesou husté svazečky květů. Samčí květy mají čtyř nebo pětičetné okvětí a obsahují stejný počet tyčinek a zřetelný zbytek zakrnělého semeníku. 
Samičí květenství jsou prodloužená nebo někdy stěsnaná, složená z velmi hustých vrcholíků.
Samičí květy mají dvou, tří nebo čtyřčetné okvětí srostlé do trubičky, které má na vrcholu 2 až 3 zuby a na jedné straně je až k bázi rozštěpené. Semeník je vejcovitý, ze stran zploštělý, s nitkovitou bliznou. Staminodia chybějí.
Plodem je zploštělá, široce vejcovitá až téměř srdcovitá nažka s pravidelnou skulpturou.

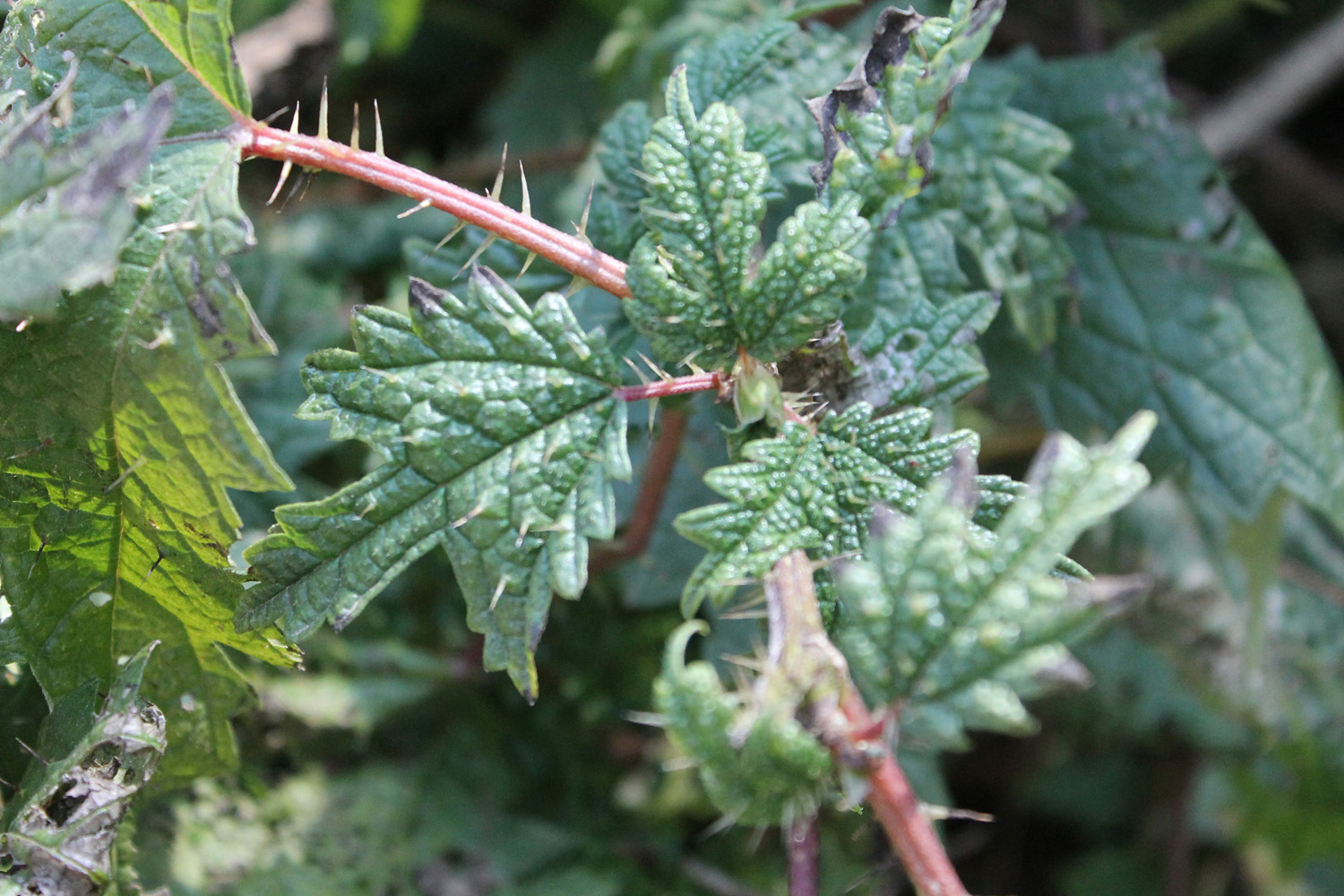
Detail rostliny G. diversifolia se žahavými chlupy
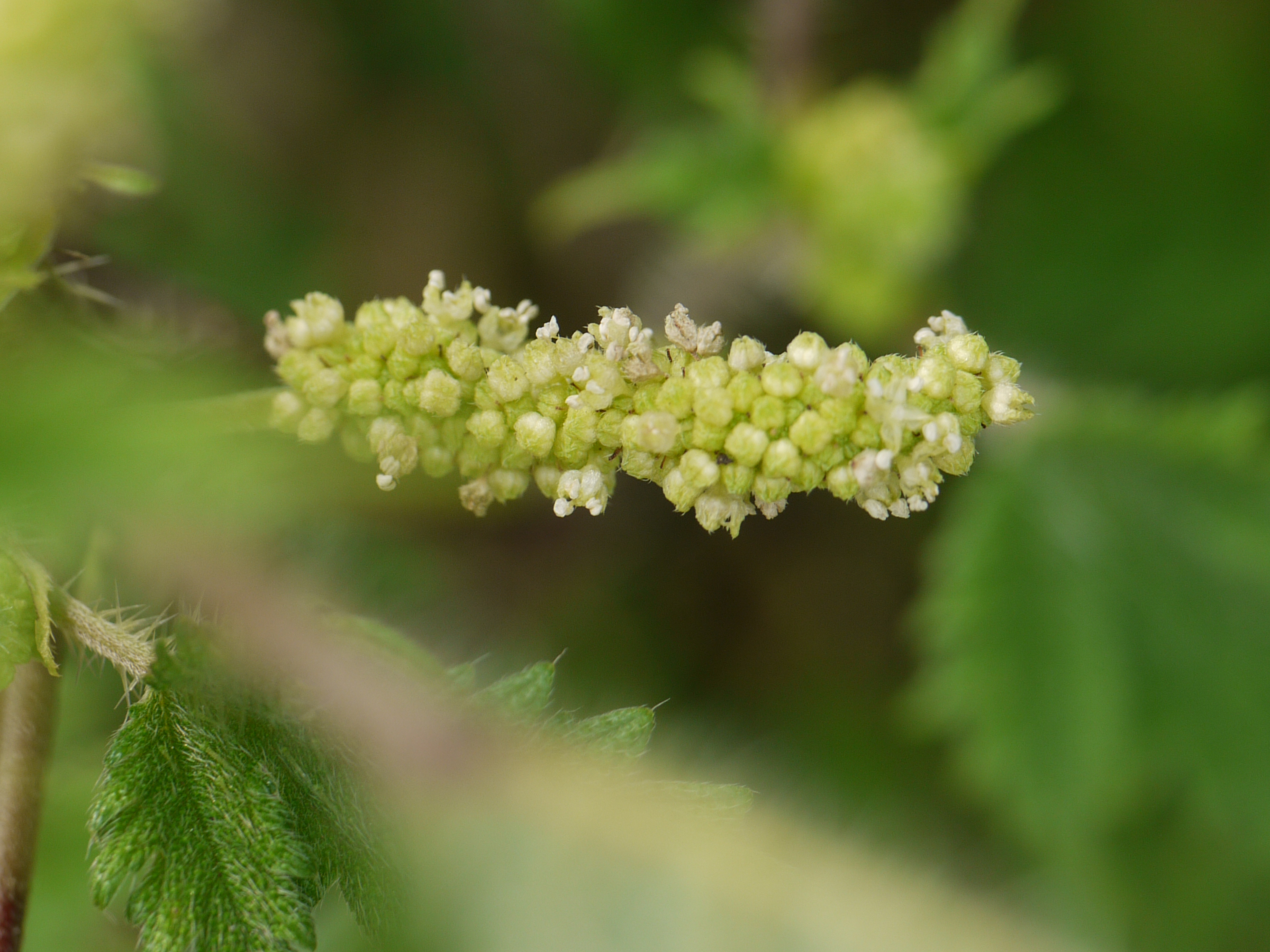
Detail květenství G. diversifolia
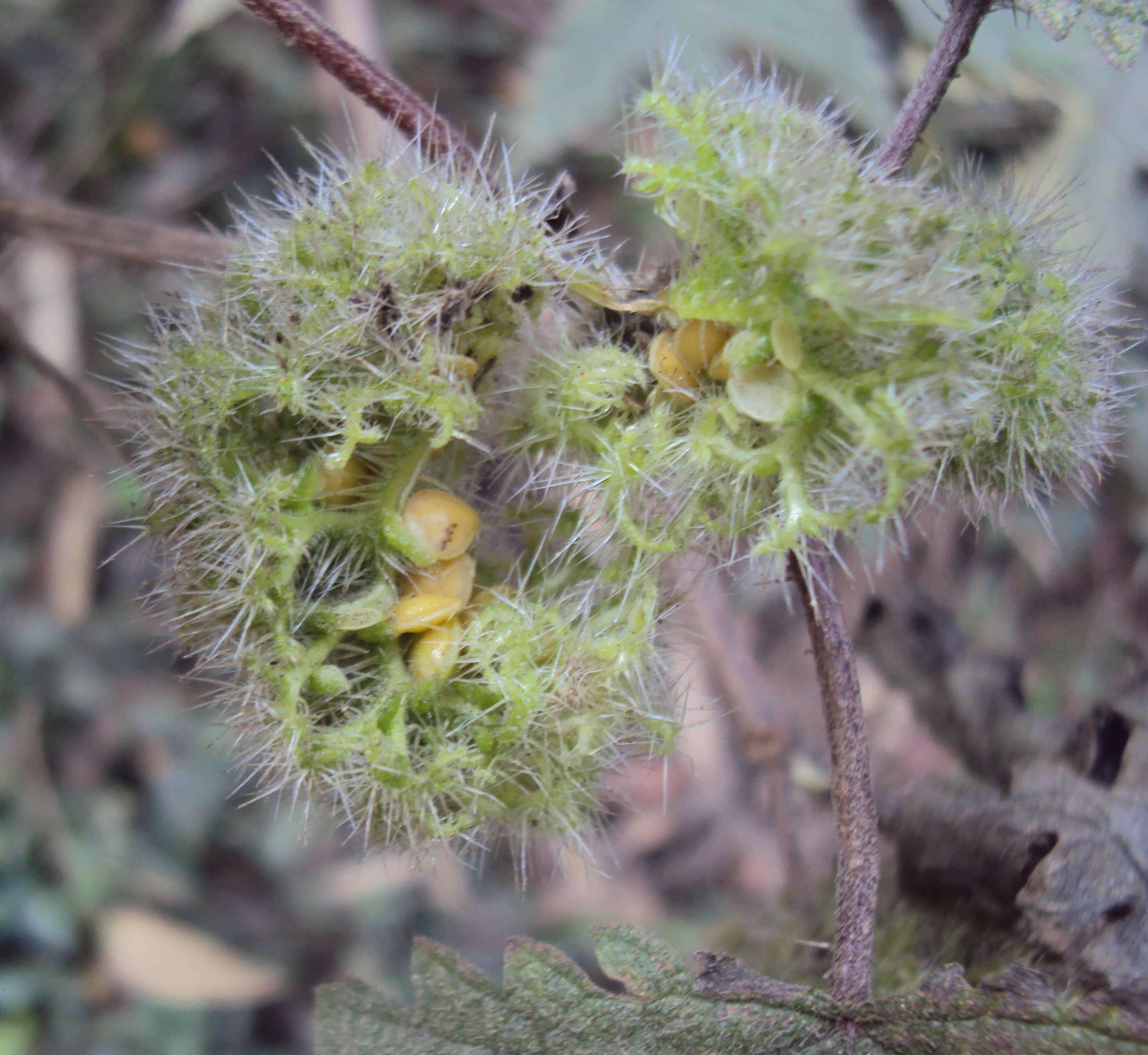
Plodenství G. diversifolia s nažkami

## Rozšíření
Rod zahrnuje jen dva druhy. Druh Girardinia diversifolia je silně variabilní a má velký areál rozšíření, sahající od tropické Afriky a Madagaskaru přes jižní Arábii a Indický subkontinent po Čínu, Koreu a Ruský Dálný východ (Přímořský kraj) a přes Indočínu po ostrovy jihovýchodní Asie. Druhý druh, Girardinia bullosa, roste v tropické střední a východní Africe.

## Ekologické interakce
Girardinia diversifolia je v Asii živnou rostlinou některých babočkovitých motýlů, jmenovitě babočky bodlákové, pohledného druhu Kallima inachus a několika druhů rodu Symbrenthia.

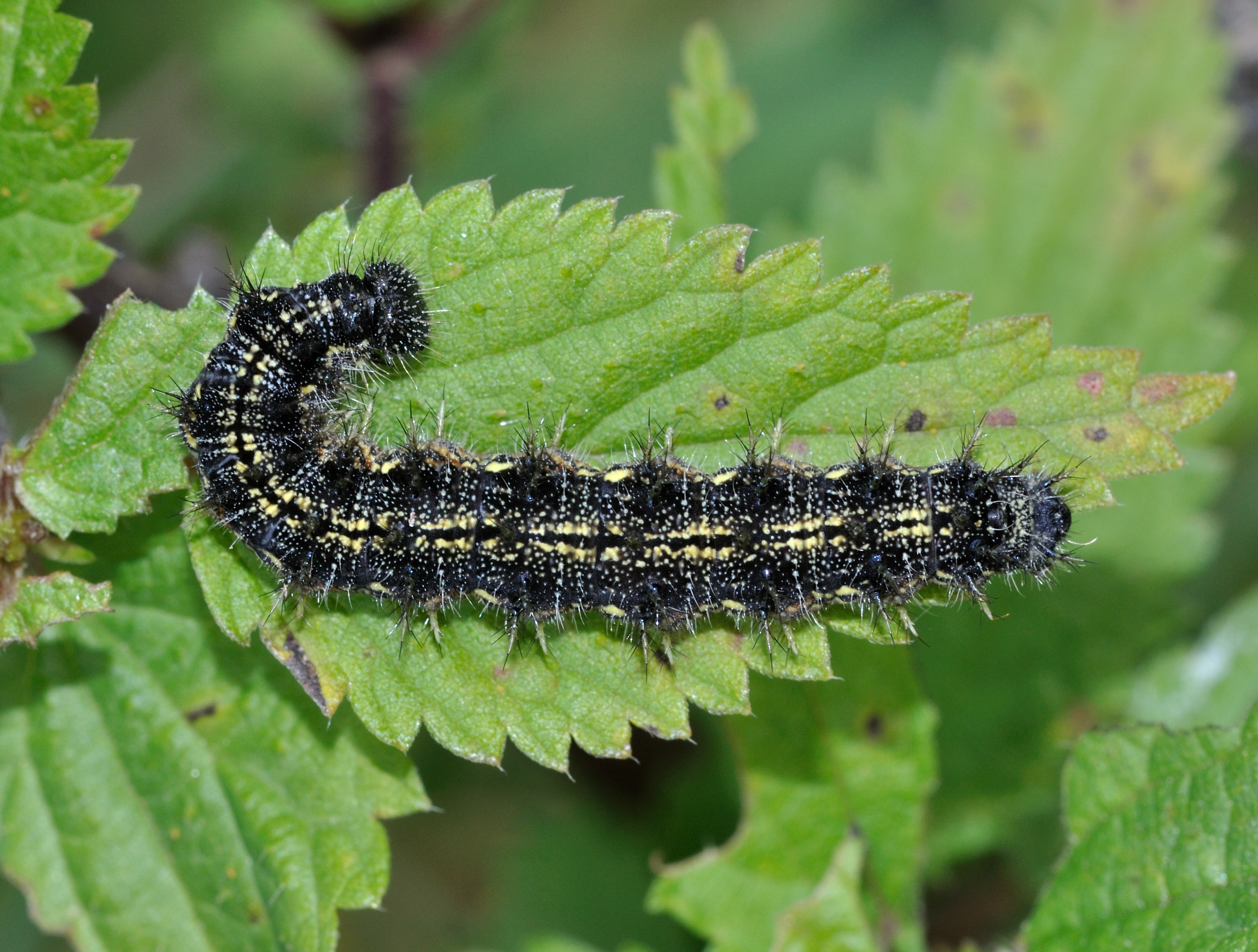
Housenka babočky kopřivové
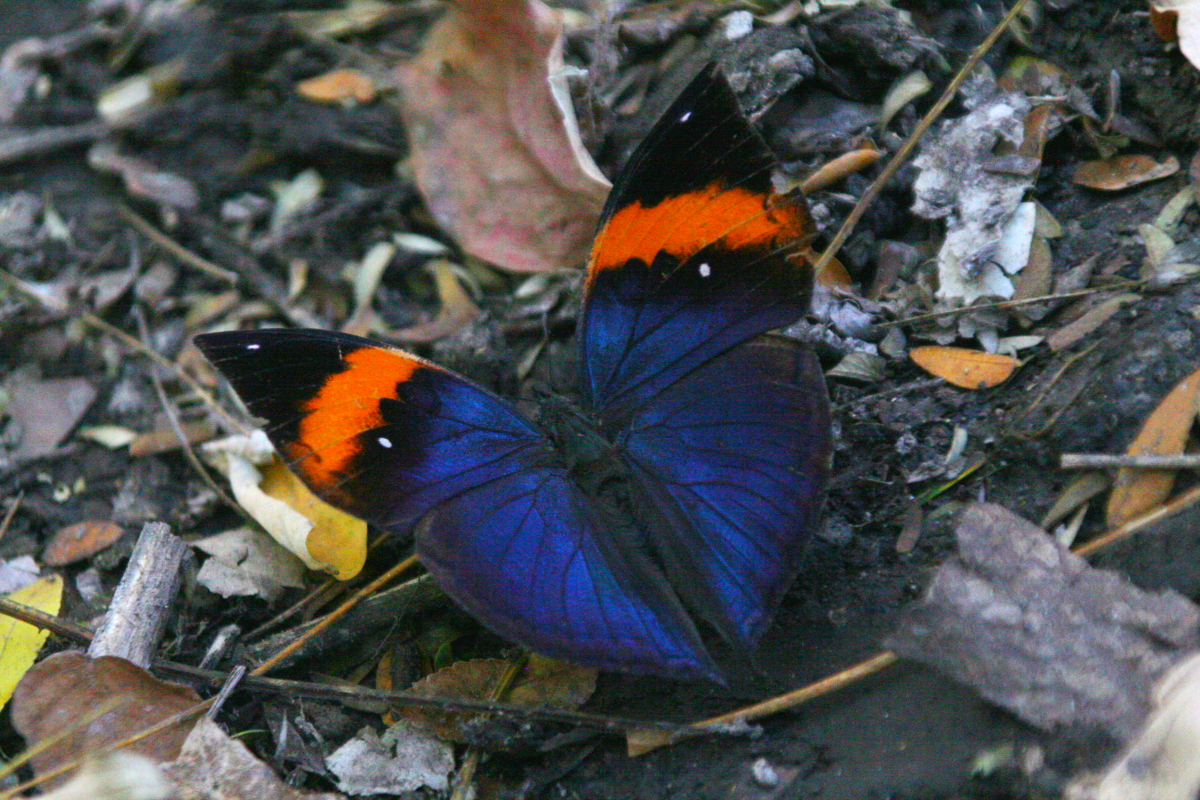
Babočkovitý motýl Kallima inachus
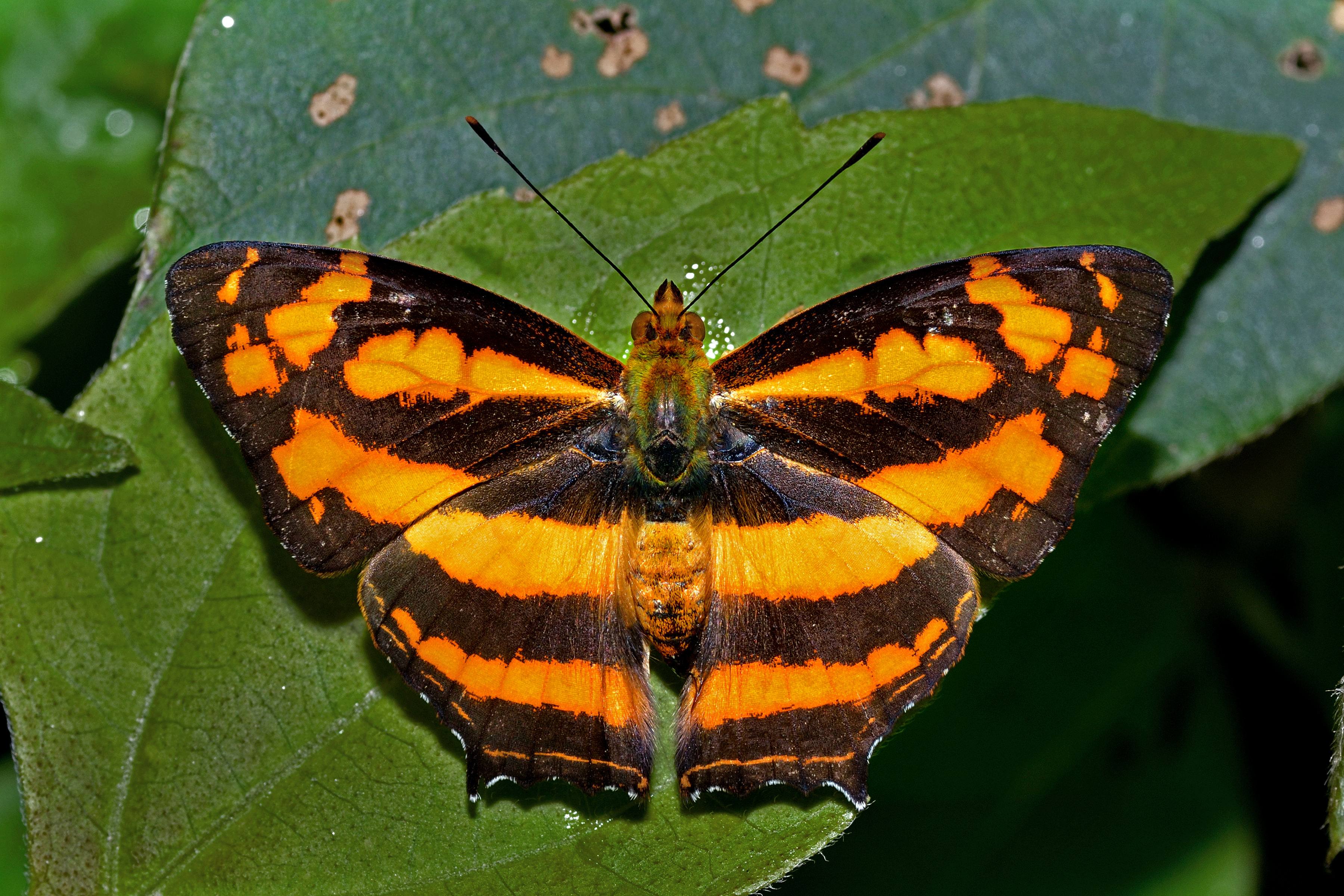
Babočka Symbrenthia lilaea

## Taxonomie
Rod Girardinia je v rámci čeledi Urticaceae řazen do tribu Urticeae. Nejblíže příbuznou skupinou je dle výsledků fylogenetických studií klad tvořený rody
Dendrocnide (42 druhů v tropické Asii, Papuasii a Austrálii) a Discocnide (1 druh v Mexiku).

## Význam
Ze stonků Girardinia diversifolia je získáváno kvalitní, dlouhé, hladké a lesklé vlákno, které je srovnatelné s vláknem z ramie. Tradičně se z něj zhotovuje příze, lana, sítě a řídká tkanina, která je používána k výrobě batohů, pytlů, popruhů a předložek. V Nepálu slouží k výrobě triček, šátků a dalšího tovaru pro turisty a na vývoz. Stonky lze také využít k výrobě papíru. Z rostliny je získáváno modré barvivo. Semena obsahují 10 až 12 % technického oleje, který je možno využít např. k výrobě mýdla. Listy a květy se vaří a konzumují jako zelenina. Jedlá jsou i pražená semena. Kořeny, nať a listy mají využití v domorodé medicíně např. proti střevním parazitům.